# Fains
Fains là một xã trong vùng hành chính Normandie, thuộc tỉnh Eure, quận Évreux, tổng Pacy-sur-Eure. Tọa độ địa lý của xã là 48° 59' vĩ độ bắc, 01° 23' kinh độ đông. Fains nằm trên độ cao trung bình là 120 mét trên mực nước biển, có điểm thấp nhất là 40 mét và điểm cao nhất là 126 mét. Xã có diện tích 3,77 km², dân số vào thời điểm 1999 là 327 người; mật độ dân số là 87 người/km².

## Thông tin nhân khẩu
| 1962 | 1968 | 1975 | 1982 | 1990 | 1999 |
| ---- | ---- | ---- | ---- | ---- | ---- |
| 189  | 209  | 286  | 296  | 355  | 327  |